# S-League de 2016
A S.League de 2016 (por razão de patrocínio Great Eastern Yeo's S.League) foi a 21º edição da liga profissional de futebol de Singapura, a S.League.
A liga iniciou em fevereiro e finda em outubro, conta com nove clubes. O Albirex Niigata (S) sagrou-se campeão nacional.

## Equipes e estádios
| Time                  | Estádio                           | Capacidade |
| --------------------- | --------------------------------- | ---------- |
| Albirex Niigata (S)   | Jurong East Stadium               | 2,700      |
| Balestier Khalsa      | Toa Payoh Stadium                 | 3,896      |
| Brunei DPMM           | Hassanal Bolkiah National Stadium | 28,000     |
| Geylang International | Bedok Stadium                     | 3,864      |
| Home United           | Bishan Stadium                    | 6,254      |
| Hougang United        | Hougang Stadium                   | 3,400      |
| Tampines Rovers       | Jurong West Stadium               | 4,000      |
| Warriors              | Choa Chu Kang Stadium             | 4,268      |
| Young Lions           | Jalan Besar Stadium               | 8,000      |

## Classificação final
| Pos | Equipe                | Pts | J  | V  | E | D  | GP | GC | SG  | Classificado    |
| --- | --------------------- | --- | -- | -- | - | -- | -- | -- | --- | --------------- |
| 1   | Albirex Niigata (S)   | 50  | 24 | 16 | 2 | 6  | 50 | 24 | +26 |                 |
| 2   | Tampines Rovers       | 49  | 24 | 15 | 4 | 5  | 50 | 28 | +22 | AFC Cup de 2017 |
| 3   | Brunei DPMM           | 41  | 24 | 12 | 5 | 7  | 47 | 37 | +10 |                 |
| 4   | Home United           | 37  | 24 | 11 | 4 | 9  | 50 | 42 | +8  | AFC Cup de 2017 |
| 5   | Hougang United        | 32  | 24 | 9  | 5 | 10 | 35 | 39 | −4  |                 |
| 6   | Geylang International | 37  | 24 | 10 | 7 | 7  | 35 | 29 | +6  |                 |
| 7   | Warriors              | 28  | 24 | 7  | 7 | 10 | 39 | 39 | 0   |                 |
| 8   | Balestier Khalsa      | 19  | 24 | 4  | 7 | 13 | 23 | 42 | −19 |                 |
| 9   | Garena Young Lions    | 9   | 24 | 2  | 3 | 19 | 23 | 70 | −47 |                 |

1. 1 2  Os dois clubes estrangeiros – Albirex Niigata (S) e Brunei DPMM – não são elegido para representar Singapura na AFC

## Artilheiros
| Ranking | Jogador          | Clube               | Gols |
| ------- | ---------------- | ------------------- | ---- |
| 1       | Rafael Ramazotti | Brunei DPMM         | 20   |
| 2       | Jonathan Béhé    | Warriors            | 19   |
| 2       | Ken Ilsø         | Home United         | 19   |
| 4       | Stipe Plazibat   | Hougang United      | 15   |
| 5       | Atsushi Kawata   | Albirex Niigata (S) | 13   |
| 6       | Jordan Webb      | Tampines Rovers     | 12   |
| 6       | Billy Mehmet     | Tampines Rovers     | 12   |
| 8       | Tatsuro Inui     | Albirex Niigata (S) | 10   |